# カゴメ記念館
カゴメ記念館（カゴメきねんかん）は、愛知県東海市荒尾町大城にあるカゴメの記念館である。

## 概要
カゴメの企業博物館である。1974年にオープンし、1985年に改装オープンした。
創業者・蟹江一太郎とカゴメの歴史を紹介する記念館で、歴史的資料や会社の創業理念、会社発展の軌跡を模型やパネルで展示している。

## 利用案内
- 一般開館時間 -午前‐ 10:00 - 11:00　午後‐ 13:30 -14:30
- 休館日 - 土・日・祝日、工場休日

## 交通アクセス
- 伊勢湾岸道路東海ICから約5分。
- 名鉄常滑線「聚楽園駅」から徒歩約15分。
- らんらんバス「寺中」バス停下車すぐ。